# Chilcotins
Pour les articles homonymes, voir Chilcotin.
Les Chilcotins (ou Tsilhqot’in) sont un peuple autochtone d'Amérique du Nord vivant sur le plateau intérieur situé au centre-ouest de la province de la Colombie-Britannique au Canada. Le territoire historique des Chilcotins est situé entre la chaîne Côtière et le fleuve Fraser, il comprend l'essentiel du bassin de la rivière Chilcotin et les eaux d'amont des rivières Homathko, Kliniklini (en) et Dean.
Le territoire des Chilcotins est bordé par celui des Lillooets et celui des Dakelhs. 
Originairement locuteurs du chilcotin (ou tsilhqot’in), une langue athapascane septentrionale, les Chilcotins font partie du groupe ethnolinguistique athapascan et en sont le peuple le plus méridional. 

## Histoire
Avant le contact avec les Européens, la nation chilcotin constituait un peuple guerrier fort du sud de la Colombie-Britannique participant à un vaste réseau de commerce d'obsidienne, un matériau prisé pour les pointes de flèches et les outils.  
Les Chilcotins rencontrent pour la première fois les marchandises européennes vers les années 1780 et 1790 lorsque des navires britanniques et américains naviguent près de la côte nord-ouest à la recherche de peaux de loutres de mer. En 1808, la Compagnie du Nord-Ouest, une compagnie de traite des fourrures de Montréal, établit des postes de traite dans le territoire des Dakelhs, situé tout juste au nord de celui des Chilcotins et le commerce direct ou indirect entre colons et Chilcotins débute. En 1821, un poste de traite est ouvert à Fort Alexandria sur le fleuve Fraser, aux frontières du territoire chilcotin, devenant ainsi un important centre d'approvisionnement en produits européens pour les peuples autochtones de la région. 
Peu après 1860, les Chilcotins subissent une perte importante de leur population, due à une épidémie de variole dans la région. En 1864, un conflit, appelé la guerre des Chilcotins (en), éclate entre les prospecteurs venus bâtir un chemin d'accès vers les mines d'or de la région sur le territoire des Chilcotins et la population chilcotin. Les morts sont évalués à moins de vingt personnes dans chaque camp. Après ce conflit, la présence des colons se fait de plus en plus ressentir à l'ouest du fleuve Fraser. Des réserves sont aussi créées entre 1887 et 1904 afin d'y faire vivre les bandes chilcotins. La majeure partie du XXe siècle est d'ailleurs marquée par une complication de l'exercice des différentes activités traditionnelles des Chilcotins.  
À la fin des années 2000, une bande de Chilcotins de la région de Chilcotin intente un procès contre le gouvernement de la Colombie-Britannique afin de faire valoir ses droits sur les terres sur lesquelles le gouvernement provincial désire mener une coupe à blanc. L'arrêt Nation Tsilhqot’in c. Colombie-Britannique donne finalement raison à la bande chilcotin en 2014. 

## Annexe